# Carlos Mané
Pour les articles homonymes, voir Mané.
Carlos Mané, de son nom complet Carlos Manuel Cardoso Mané né le 11 mars 1994 à Lisbonne, est un footballeur international bissaoguinéen. Il évolue au poste d'ailier à Kayserispor.

## Biographie

### En club
Le 23 août 2014 il donne la victoire au Sporting en toute fin de match contre le promu Arouca (1-0).
Le 25 novembre 2014, il inscrit un but lors des phases de groupe de la Ligue des champions contre le club slovène de Maribor.
Le 31 août 2016, Mané est prêté au VfB Stuttgart pour deux ans avec option d'achat.
Le 21 juillet 2019, il signe un contrat de 3 ans dans le club portugais de Rio Ave  en provenance du Sporting CP pour une indemnité de transfert de 750 000 €.

### En équipe nationale

#### Avec le Portugal
Avec la sélection portugaise, il participe au championnat d'Europe des moins de 19 ans 2013 organisé en Lituanie, puis au championnat d'Europe espoirs 2015 qui se déroule en République tchèque. 
Lors de l'Euro des moins de 19 ans, il inscrit un but face à la Lituanie. Lors de l'Euro espoirs, le Portugal atteint la finale de la compétition, en étant battu par la Suède aux tirs au but.
Il participe aux Jeux olympiques de 2016 avec une sélection portugaise rajeunie.

#### Avec la Guinée-Bissau
En décembre 2023, il est retenu dans la liste des vingt-cinq joueurs bissao-guinéens sélectionnés par Baciro Candé pour disputer la Coupe d'Afrique des nations 2023.

## Palmarès
- Finaliste de l'Euro espoirs 2015 avec l'équipe du Portugal
- Vainqueur de la Coupe du Portugal en 2015 avec le Sporting Portugal

- VfB Stuttgart :
  - Champion de 2. Bundesliga en 2017